# Norrey-en-Auge

Norrey-en-Auge este o comună în departamentul Calvados, Franța. În 1 ianuarie 2022 avea o populație de 95 de locuitori.